# Ī
O Ī (minúscula: ī) é uma letra (I latino, adicionado de um mácron) utilizada no alfabeto letão.